# Cimetière militaire britannique de La Chapelette
Le Cimetière militaire britannique de La Chapelette (en anglais : La Chapelette British and Indian cemeteries) est un cimetière militaire de la Première Guerre mondiale, situé sur le territoire de la commune de Péronne, dans le département de la Somme, à l'est d'Amiens.

## Histoire

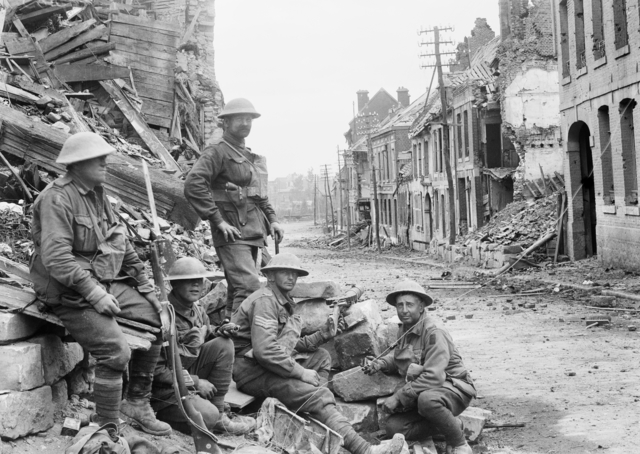
Soldats australiens à Péronne en 1918.

Aux mains des Allemands depuis le début de la guerre, Péronne a été occupé par l'armée britannique en mars 1917 après le repli allemand sur la ligne Hindenburg au profit des troupes britanniques. Le 23 mars 1918, lors de la dernière offensive allemande, la Bataille du Kaiser, les Britanniques durent se replier. Le 1er septembre 1918, Péronne et ses alentours furent reconquis par les Australiens. 
À La Chapelette étaient installés des postes de secours entre avril 1917 et mars 1918 puis en septembre de la même année. Les soldats inhumés dans le cimetière de La Chapelette sont pour la plupart morts des suites de leurs blessures. Ce cimetière comporte les tombes de 256 soldats du Commonwealth ainsi que les tombes de 321 Indiens qui faisaient partie de l'Indian Labour Corps (corps des travailleurs indiens), venus des Indes Britanniques, qui n'étaient pas combattants mais qui servaient aux travaux de réparation des routes, des voies ferrées. La plupart sont décédés de maladie. Leurs tombes sont regroupées dans la partie nord du cimetière.

## Caractéristiques
Ce cimetière britannique est situé dans le quartier de La Chapelette au sud de la ville de Péronne, au bord de la  D 107 qui mène à Roye. Ce cimetière a un plan quasi carré de 60 m de côté. Il est entouré d'un muret de moellons en pierre. Il compte 577 dépouilles de soldats dont : 
- 320 Indiens,
- 207 Britanniques,
- 49 Australiens,
- 1 Néo-Zélandais et
- 3 travailleurs de l'Egyptian Labour Corps[1].

## Galerie

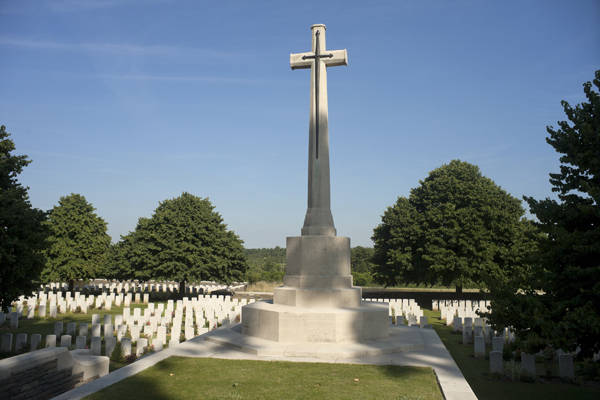
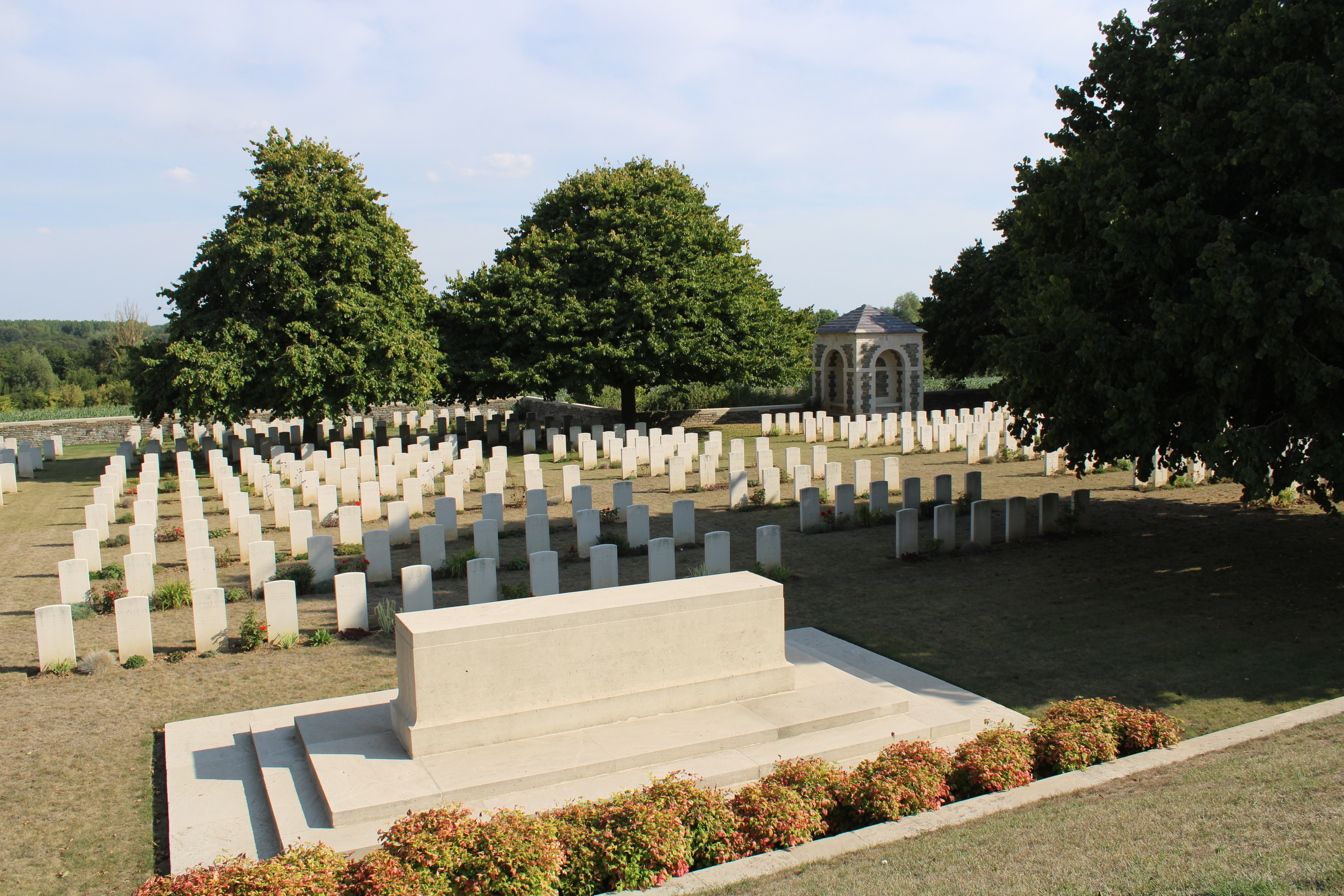
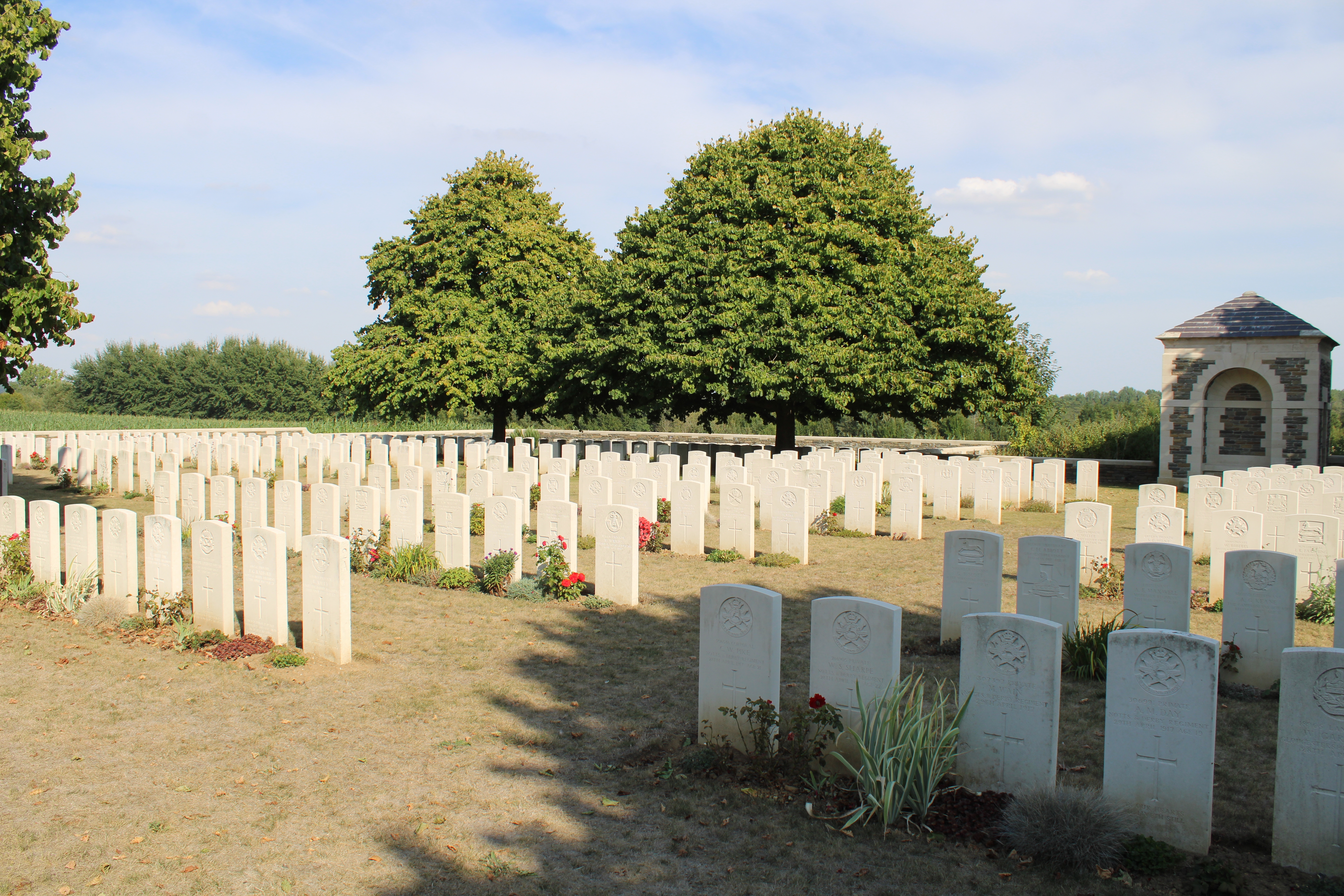
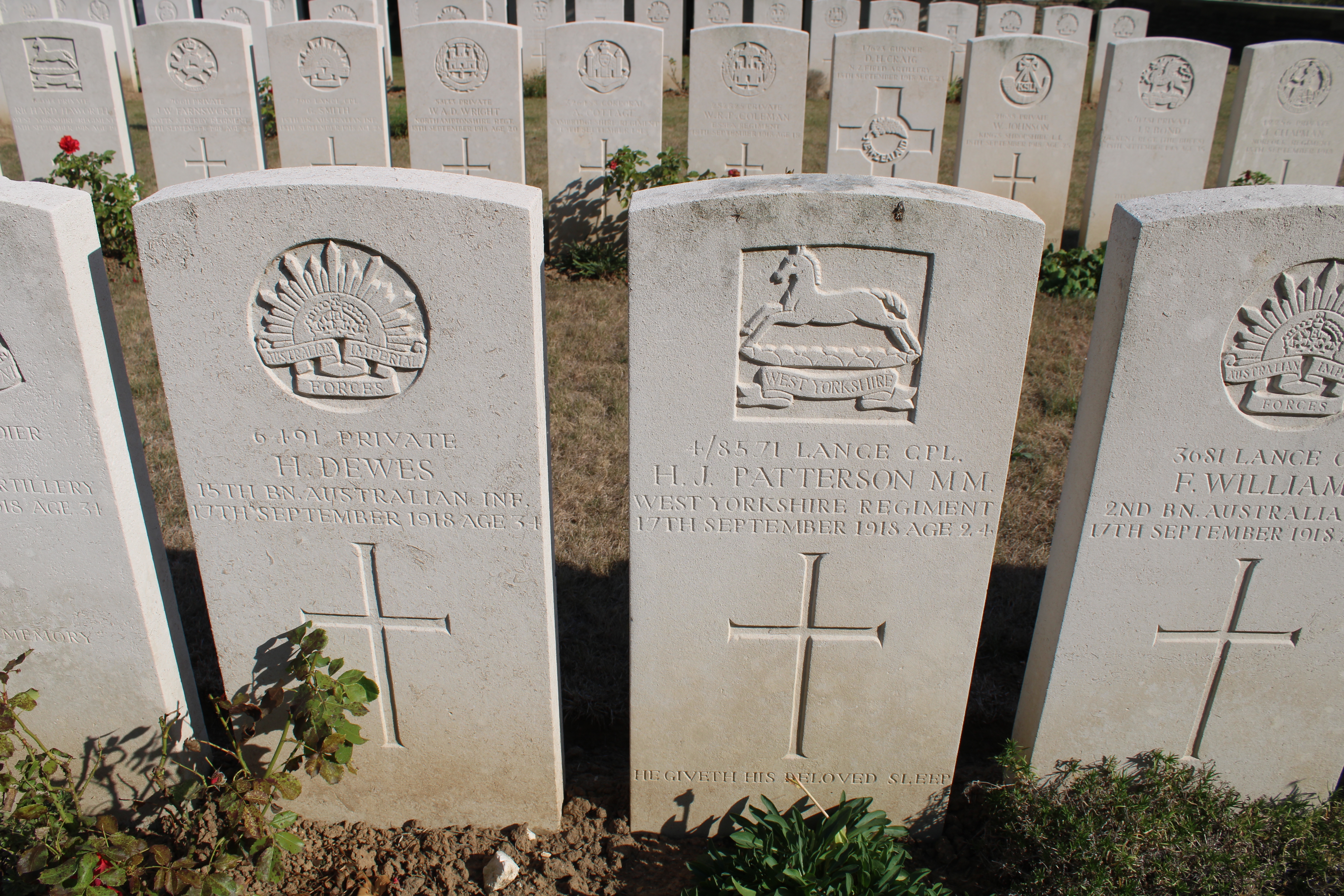
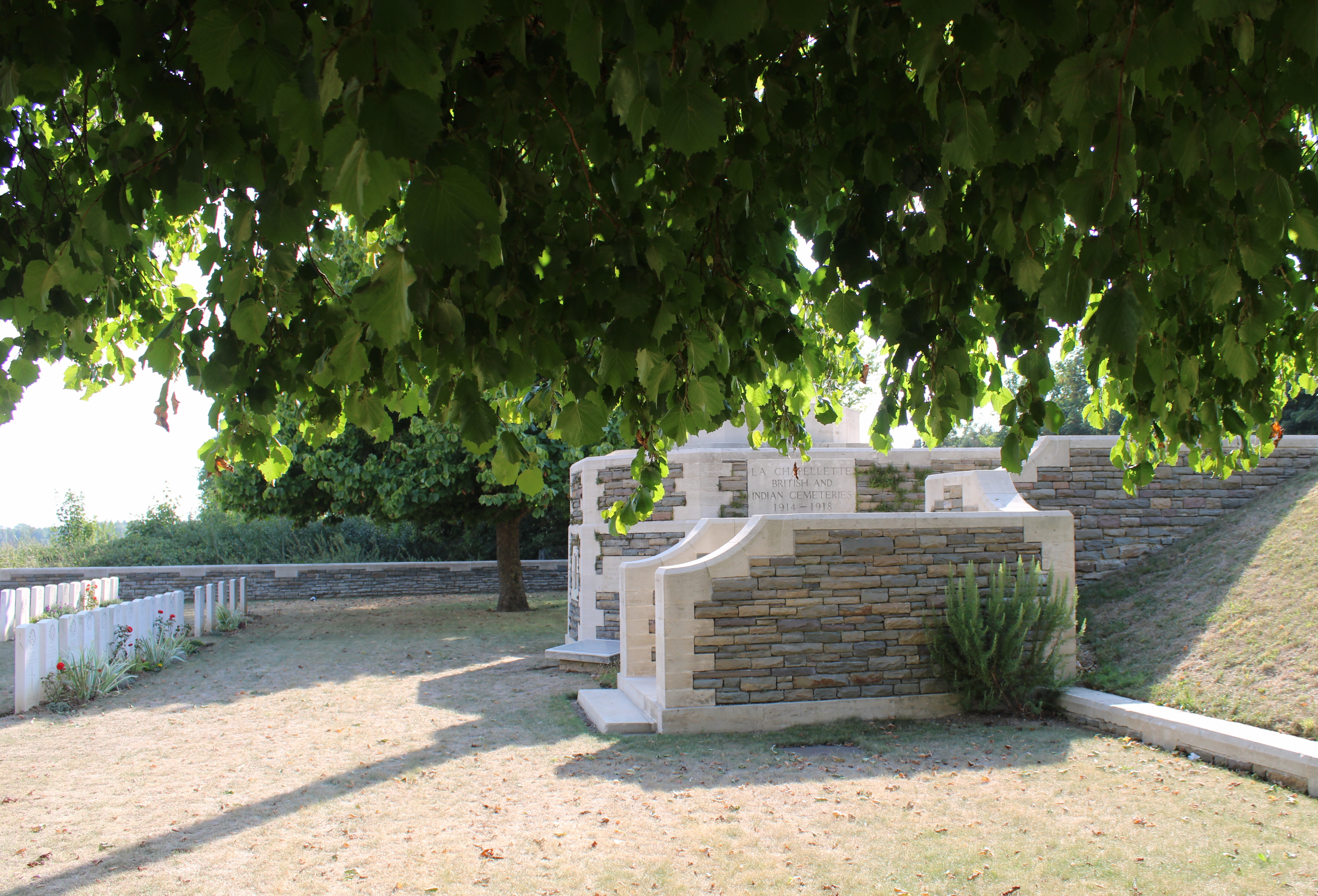
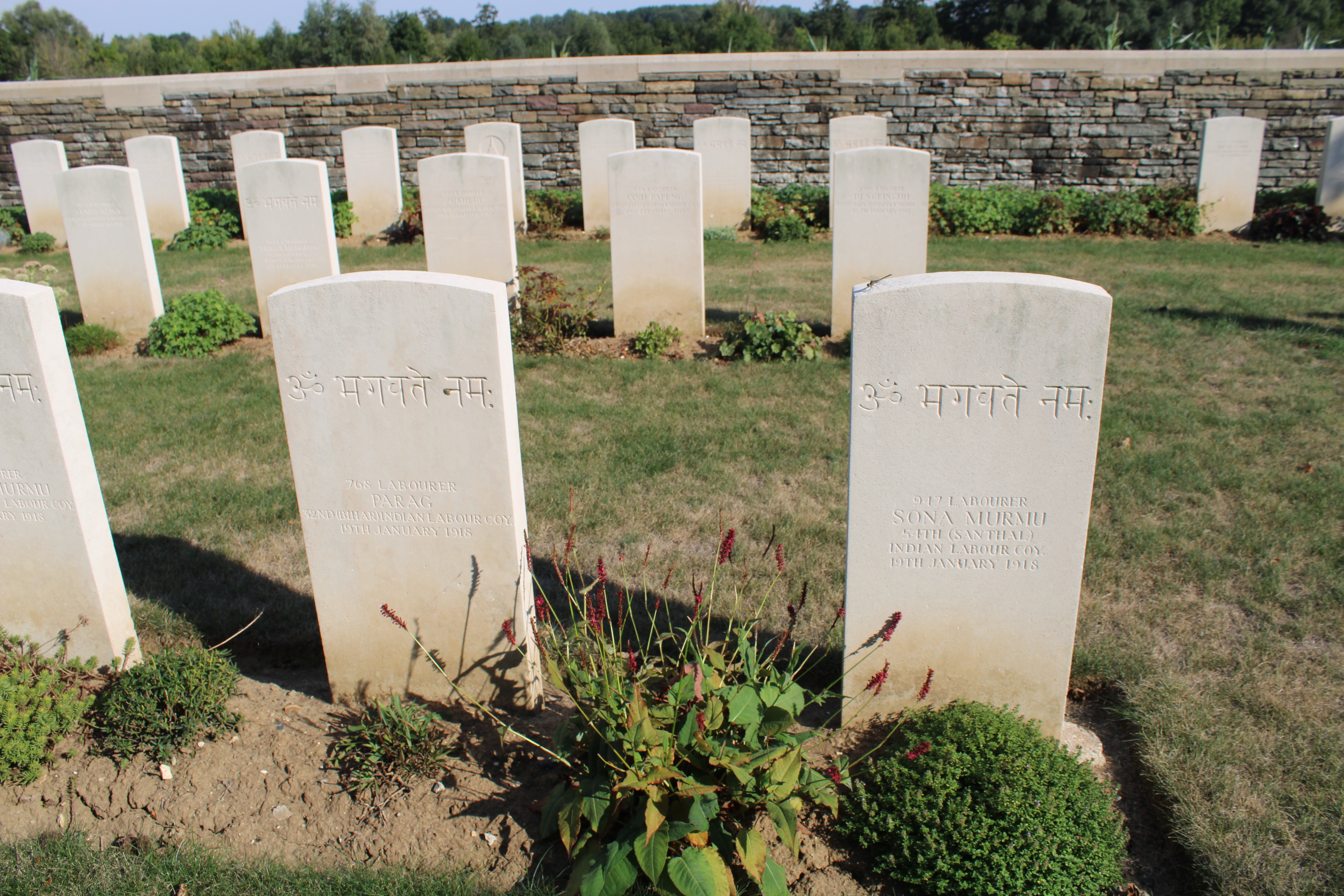
Tombes de deux travailleurs indiens.
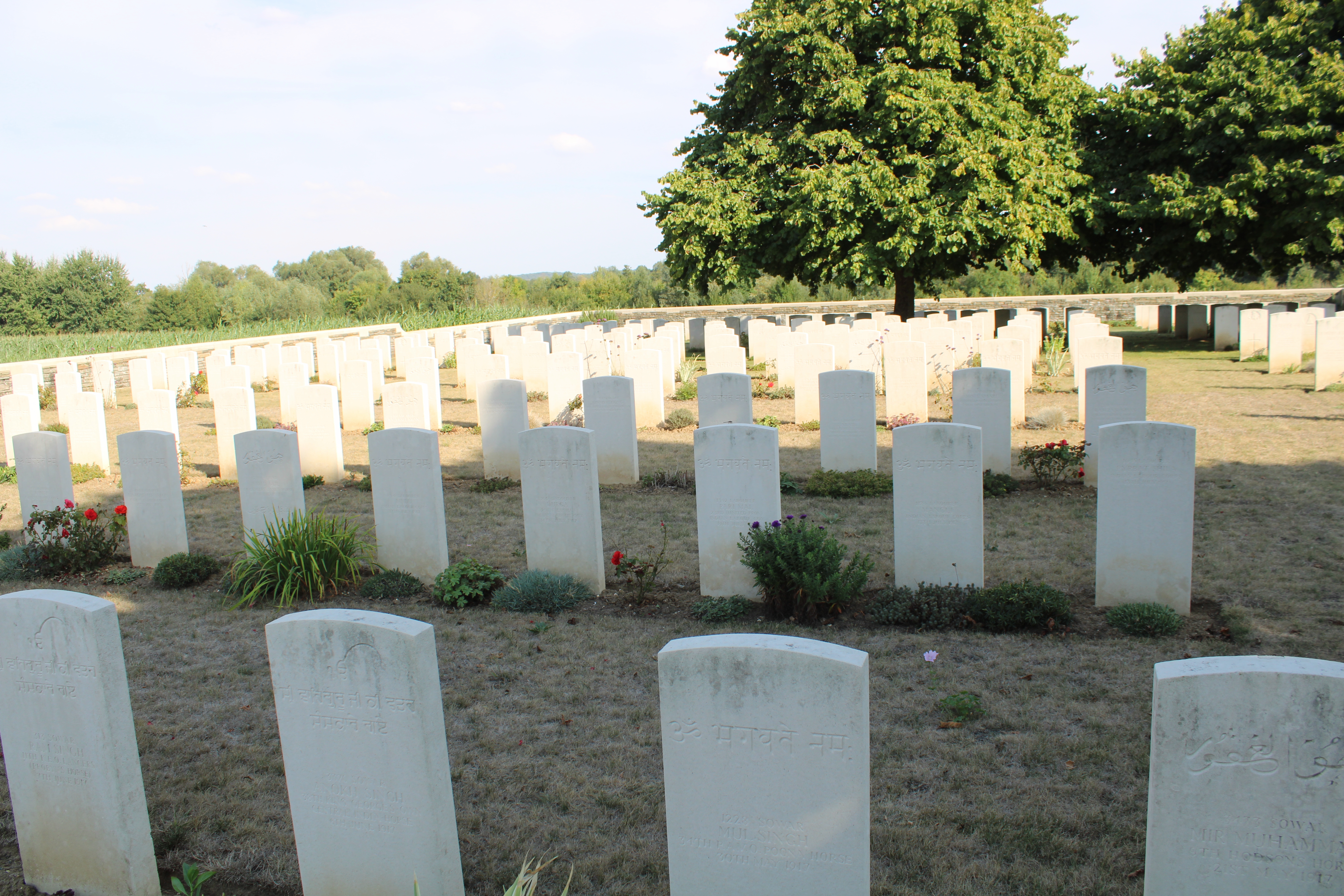
Carré des travaillerus indiens..